# Dirk Schiereck
Dirk Schiereck (* 1962) ist ein deutscher Volkswirt. Seit 2008 ist er Professor am Lehrstuhl für Unternehmensfinanzierung der Technischen Universität Darmstadt.

## Leben
Schiereck hat an der Universität Mannheim promoviert. Seit August 2008 ist er Professor am Lehrstuhl für Unternehmensfinanzierung im Fachbereich Rechts- und Wirtschaftswissenschaften der Technischen Universität Darmstadt. Außerdem ist er Research Fellow am REMI an der EBS Universität für Wirtschaft und Recht in Oestrich-Winkel.
Er ist Mitglied des wissenschaftlicher Beirates des Bundesverbandes für strukturierte Wertpapiere.

## Schriften (Auswahl)
- Internationale Börsenplatzentscheidungen institutioneller Investoren, Gabler Verlag, Wiesbaden, 1995, ISBN 978-3-409-13266-4; Zugleich: Dissertation, Universität Mannheim, 1995.
- Aktienhandel und Behavioral finance: Reichtum durch Momentum und Zyklen. Mannheim 1999.
- mit Joachim Grammig und Erik Theissen: Informationsbasierter Aktienhandel über IBIS. Frankfurt 1999.
- Behavioral Economics und experimentelle Wirtschaftsforschung: Zum Nobelpreis an Daniel Kahneman und Vernon Smith. In: Wirtschaftsdienst. Band 82, 2002, ISSN 0043-6275, S. 694–700 (wirtschaftsdienst.eu [PDF; 433 kB]).
- zusammen mit Gerhard Picot und Stephan A. Jansen: Internationales Fusionsmanagement – Erfolgsfaktoren grenzüberschreitender Zusammenschlüsse. Schäffer-Poeschel, Stuttgart 2001, ISBN 3-7910-1959-7.